# Dingtri Tsenpo
Dingtri Tsenpo was de derde tsenpo, ofwel koning van Tibet. Hij was een van de legendarische koningen en was de derde van de zeven goddelijke koningen met de naam Tri (247-100 v.Chr.).